# 독일의 군사사
독일어를 사용하는 사람들은 오랜 역사를 가지고 있지만 국민 국가로서의 독일은 1871년부터 시작되었다. 이전 기간은 어떻게 정의 내려지는지가 명확하지 않아 토론의 대상이 된다. 예를 들어, 프랑크인은 게르만족의 연합으로 구성되었다. 그럼에도 불구하고 프랑크의 일부 후손은 나중에 자신을 네덜란드인, 플랑드르인, 프랑스인 및 다른 사람들을 독일인으로 식별했다. 중세 통치자 샤를 마뉴 제국의 수도 인 아헨 시는 현재 독일에 있지만 그는 프랑크의 일부분이었다. 프랑스는 프랑크에서 이름을 따 왔지만, 네덜란드인과 플람스인들은 프랑크어 (프랑크의 언어)에서 직접 파생된 언어를 사용하는 유일한 사람들이다. 따라서 거의 모든 대륙 서유럽 역사가들은 샤를마뉴의 승리를 유산으로 주장 할 수 있다. 그가 설립한 신성 로마 제국은 대부분 독일어를 사용했지만 완전히는 아니었다. 19세기에 독일을 통일한 프로이센 왕국은 현재 폴란드의 중요한 영토를 가지고 있었다. 19세기 초, 철학자 슐레겔은 독일을 고대 그리스와 유사한 문화와 정치적 분열을 공유하는 국가인 쿨턴 (Kulturnation)으로 언급했다. 1871년 통일까지 오스트리아는 독일의 일부-비록 그 제국의 대부분이 신성 로마 제국의 일부를 형성하지 않았다.

## 고대

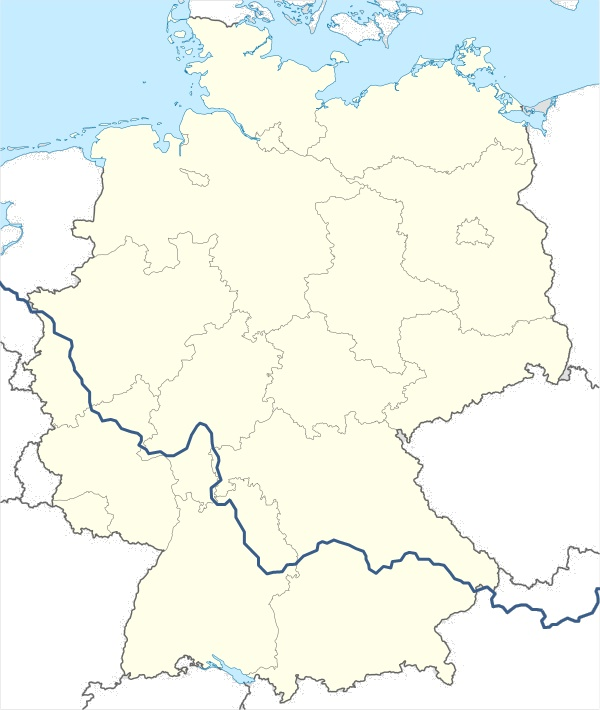
로마 선과 현대 경계.

고대와 초기 중세 시대에 게르만족은 언어가 없었다. 그들의 초기 군사 역사에 대해 우리가 아는 것은 라틴어로 쓰여진 기록과 고고학에서 나온 것이다. 이것은 중요한 격차를 남긴다. 로마인에 대한 게르만 전쟁 토이토부르크 숲 전투와 같은 로마의 관점에서 상당히 잘 기록되어 있다. 초기 켈트족과의 게르만 전쟁은 어느 쪽도 사건을 기록하지 않았기 때문에 미지의 부분으로 남아 있다.
게르만족은 북부 독일과 남부 스칸디나비아의 북유럽 청동기 시대에 시작된 것으로 예상한다. 부족들은 남쪽으로 퍼져 나갔는데, 아마도 그 지역의 악화된 기후 때문일 것이다. 그들은 엘베강 너머를 아마도 셀틱의 지역을 넘어서, 즉 Volcae에서 베저강까지 초기 이주했으며, 이는 로마인들이 기록한 것으로, 튜턴족 부족이 기원전 2세기 후반에 공화국 자체를 위협했을 때 일어난 일이다. 고트인, Rugii 및 반달족과 같은 다른 부족들이 발트해 해안을 따라 남쪽으로 밀려나 결국 우크라이나까지 멀리 정착했다. 앵글인과 색슨인은 영국으로 이주했다. 게르만 민족은 종종 이웃과의 관계가 엉망이었으며, 이로 인해 다양한 영토, 종교, 이데올로기 및 경제적 문제로 인해 2천년이 넘는 군사적 갈등이 발생했다.

## 같이 보기
- 독일 국방군
- 독일의 역사
- 독일 연방방위군